# 王耀勳
王耀勳（1922年10月11日—1950年11月28日），日治台南州安定庄人，日本明治大學肄業、台灣新報、台灣新生報記者，1947年加入台灣省工委 台北市工作委員會任街頭支部書記，台灣省工委覆滅後遭到逮捕，1950年11月28日遭槍決於馬場町。

## 生平
王耀勳，1922年10月11日生，由於伯父王聯貴無嗣而過繼為養子，王聯貴為安定庄庄長，地方聞人，王耀勳日本明治大學肄業返台任職於台灣新報文化部，光復後李萬居擔任新聞事業專門委員接收日據時期的台灣新報改為台灣新生報，由王白淵擔任編輯部主任，李萬居安排曾在中國依同參與抗日的吳思漢到台灣新生報編譯部，
王耀勳、吳濁流也同在編輯部任職，吳思漢漢學淵源深厚，精通中文，經常在上班前空檔教同事學中文，當時廣告科擔任會計的陳棗與李守枝與王耀勳都向吳思漢學習中文，因為談得來，四個年輕男女經常去喝咖啡、聊天、看電影，因此發展成兩對戀人，王耀勳與陳棗進而相戀結婚。
1946年，吳思漢在台北博愛路附近開了一家啟蒙書店，透過書店認識辜金良，不久與老台共王萬德夫婦及李水井等人一同前往上海台灣同鄉會見會長李應章進入解放區，11月蘇北國軍開始掃蕩共軍，國共內戰開始，李應章醫師安排吳思漢返回台灣發展，根據陳英泰回憶，省工委組織早在1946年蘆洲地區開始，由老台共蔡孝乾、廖瑞發與洪幼樵等人發起，1947年二二八事件發生後，大量知識分子左傾，根據國安局檔案顯示，徐征介紹郭琇琮認識蔡孝乾加入共產黨，吳思漢則於1947年7月經郭琇琮介紹加入中國共產黨，成立省工委台北市工作委員會，並共同主持領導多個支部組織，下設有台灣大學附屬醫院支部、草山支部、菸酒公賣局支部、台北電信局支部、士林熱帶醫學研究所支部、雙園支部、和尚州支部及第一至第五之台北街頭支部等等。
1947年，王耀勳受吳思漢吸收加入台北市工作委員會，擔任台北市街頭支部書記，吸收邵水木、黃清喜，及遠在台南的親戚胡滄霖、賴正亮、梁良齊、吳玉成等加入共產黨，參與葉城松領導的嘉義朴子支部。王耀勳的堂兄王耀東深受馬克斯思想影響，曾經赴大陸延安參與抗大受訓，銜命返台後參與洪國式小組共諜活動。
1950年省工委書記蔡孝乾變節供出大批人員名單，導致中國共產黨在台組織瓦解，1950年5月10日李水井與吳思漢被捕，保密局循線逮補25人，並由此25人擴及省工委學工委及各台灣省工委支部，台共組織面臨第一次瓦解，1950年11月28日，台灣省保安處39安潔字第2204號判決書宣判吳思漢、王耀勳等14人死刑後即刻送台北市馬場町槍決，行刑當日許強帶領眾人高呼口號及唱國際歌趕赴刑場，駕駛驚慌險些發生車禍，同時遭槍決者包含郭琇琮、許強、 謝湧鏡等14人。
洪國式小組與台灣省工委嘉義朴子支部隸屬不同組織，洪國式小組隸屬於中共中央政治局，等於毛澤東親派，台灣省工委雖然蔡孝乾也是中共中央派遣，但後續連繫都隸屬於陳毅所領導的中共中央華東局，諜報組織採單線聯絡，即使是朋友同學都不知到對方是否加入，以此保護成員不致遭到全盤瓦解，由於王耀東與胡蒼霖等人的親戚關係，使得單線聯絡的情報網出現橫向連結，造成省工委嘉義朴子支部與洪國式小組同時被破獲，組織成員紛紛逃亡躲藏山區，交通員劉光典更躲藏長達四年，保密局以此作為情報工作案例，並以劉光典案編寫了一本小冊子「一個匪諜逃亡的故事」。

## 平反
2018年10月5日，促進轉型正義委員會促轉三字第1075300110B號函文，正式撤銷受難者林慶雲君等1270人之刑事有罪判決暨其刑，其中(39)安潔字第 2204 號，有關王耀勳共同意圖破壞國體，以非法之方法顛覆政府而著手實行之有罪判決暨其刑及沒收之宣告正式撤銷。